# Chasing After Shadows… Living with the Ghosts (Outtakes)
Chasing After Shadows… Living with the Ghosts (Outtakes) — мини-альбом американской пост-рок/эмбиент группы Hammock, выпущен 24 июня 2010 года на собственном лейбле Hammock Music. Издан в виде цифрового альбома, доступен для скачивания с Hammock Music Store в форматах WAV и FLAC.

## Оформление альбома
В оформлении обложки альбома использована фотография, сделанная фотографом Томасом Петилло (англ. Thomas Petillo).

## Список композиций
| №  | Название                               | Длительность |
| -- | -------------------------------------- | ------------ |
| 1. | «No Agenda (Instrumental)»             | 7:22         |
| 2. | «Still Secrets Remaining»              | 4:55         |
| 3. | «Tunings»                              | 5:22         |
| 4. | «Verse for Forgiveness (Instrumental)» | 7:08         |